# Mayra Sérbulo
Mayra Sérbulo Cortés (Jalapa del Marqués, Oaxaca; 13 de enero de 1970) es una actriz mexicana de cine, teatro y televisión. Ha participado en diversas telenovelas y en el cine incluidas algunas películas coproducción mexico-estadounidense como The mexican y Apocalypto. Actriz de teatro, cine y T.V., es egresada de una de las mejores escuelas de actuación en México. sus interpretaciones se han proyectado a nivel nacional e internacional y ha sido nominada al Premio Ariel en cuatro emisiones, una Diosa de Plata y otros reconocimientos importantes.

## Biografía
Sérbulo nació en la comunidad istmeña de Santa María Jalapa del Marquéz ubicada en el Estado de Oaxaca. 
Fue en Jalapa del Marquéz en donde pasó los primeros años de su infancia al lado de sus padres, quienes fueron los primeros en involucrarla en el ámbito artístico, pues recuerda que a su papá le gustaba cantar y bailar, y ese gusto también lo compartió con sus hijos, así fue como Mayra tuvo su primer encuentro con la danza, el canto y la actuación, ya que junto a sus hermanos realizaba pequeñas presentaciones familiares, a la edad de cuatro años inició su presentación en público con un bailable llamado Chambacú que su madre le enseñó para una festividad del 10 de mayo este acto fue exhibido en la explanada de su pueblo, a partir de ese momento descubrió su gusto por la actuación y comenzó a imitar a cantantes.

## Carrera

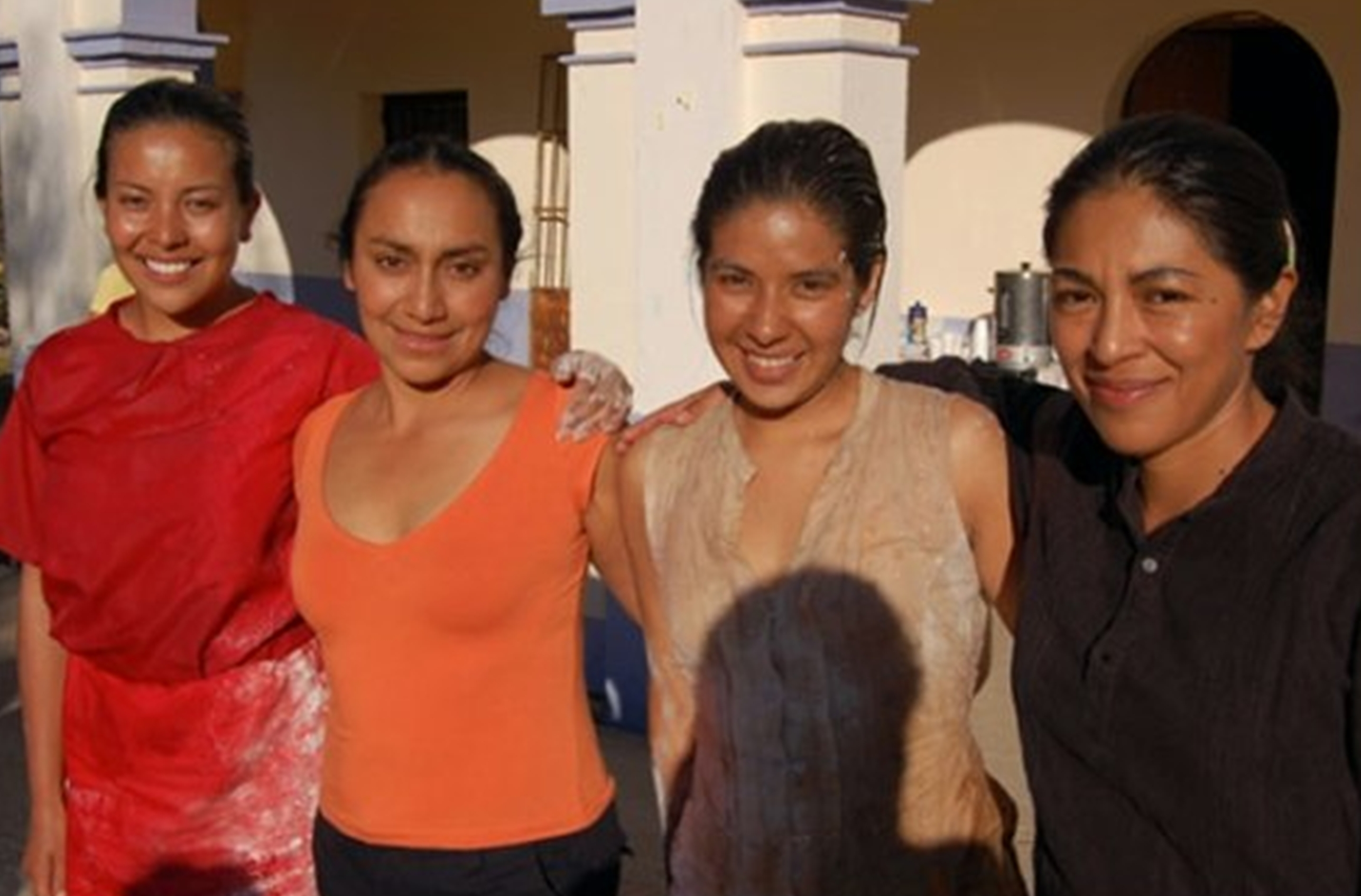
Sérbulo durante la filmación de la cinta Espiral.

Desde muy pequeña Sérbulo siempre mostró interés por el arte, a los quince años de edad ingresó al Centro de Educación Artística (CEDART) en la Ciudad de Oaxaca donde recibió la formación inicial en distintas disciplinas artísticas como danza, actuación y artes plásticas. Al culminar sus estudios en Oaxaca de Juárez se traslada a la Ciudad de México y en 1987 decide audicionar en el "Centro Universitario de Teatro (CUT)" de la "Universidad Nacional Autónoma de México (UNAM)" donde es aceptada y a partir de ese momento comienza su formación profesional en el arte dramático, en junio de 1990 obtuvo su primer papel cinematográfico en la película Cabeza de vaca de Nicolás Echevarria, y el 15 de septiembre de ese mismo año, debuta en el "Teatro Universitario" con la obra El retablo del dorado escrita y dirigida por José Sanchis Sinisterra.
En 1992 protagonizó la cinta mexicana titulada en inglés Wild Blue Moon posteriormente participó en cintas como Haciendo la Lucha y Novia que te Vea, es a partir de ese momento que su carrera como actriz empezó a despegar.
En 2001 participó en la película The Mexican, coproducción mexicana-estadounidense donde compartió créditos con Julia Roberts y Brad Pitt a pesar de que el papel que interpretó en esta fue secundario le valió diversos reconocimientos a nivel internacional, en ese mismo año fue elegida para interpretar a una campesina indígena en la cinta mexicana Y tu mamá también de Alfonso Cuarón.
Fue hasta 2006 que logró fama internacional al participar en la película Apocalypto dirigida por Mel Gibson, ya que obtuvo uno de los personajes principales de esta trama siendo ésta la cinta más exitosa que ha realizado en su carrera, este trabajo le valió diversos premios y reconocimientos a nivel internacional además de que Apocalypto fue una de las cintas más taquilleras de 2006.
En 2009 protagonizó la cinta mexicana Espiral del cineasta mexicano Jorge Pérez Solano donde encarnó a "Diamantina". Mayra Sérbulo ha sido nominada a 4 Premio Ariel como "Mejor Actriz en Coactuación Femenina", actualmente cuenta con una carrera de más de 20 años, ha participado en obras de teatro, televisión y cine siendo una de las actrices más reconocidas de México a nivel internacional.

## Filmografía

### Cine
- "Cabeza de vaca" (1991)
- "Wild blue moon" (1992)
- "Haciendo la lucha" (1993)
- "Novia que te vea" (1994)
- "¿Qué hora es?" (1996)
- "Un embrujo" (1998)
- "The mexican" (2001)
- "Y tu mamá también" (2001)
- "Cuento de hadas para dormir cocodrilos" (2002)
- "Mezcal" (2004)
- "Apocalypto" (2006)
- "La zona" (2007)
- "El Viaje de la Nonna" (2008)
- "Espiral" (2008)
- "Amar a morir" (2009)
- "Atrapen al Gringo" (2012)

### Televisión
- "Lo que callamos las mujeres"

### Teatro
- "La noche que raptaron a Epifanía o Shakespeare lo siento mucho"
- "Ixok"